# Ruprechtia glauca
Ruprechtia glauca är en slideväxtart som beskrevs av Meissn.. Ruprechtia glauca ingår i släktet Ruprechtia och familjen slideväxter. Inga underarter finns listade i Catalogue of Life.